# Röjning
Röjning, är en åtgärd inom trakthyggesbruk som utförs i nyligen föryngrade bestånd. Vid röjningen avvecklas oönskade plantor och träd så att ett visst, någorlunda enhetligt, förband uppnås.  De kvarvarande trädens diametertillväxt ökar kraftigt eftersom markens produktionsförmåga kommer att koncentreras till ett mindre antal träd. Genom att röja kan man också påverka trädslagsblandningen (vanligen är det av långsiktigt ekonomiska skäl önskvärt att minska lövinslaget). Vid röjningen är det även möjligt att ta bort träd som drabbats av skador eller förvuxit (så kallade vargar).
Röjning utförs idag motormanuellt med motordriven röjsåg eller maskinellt med motormanuell fällning i zonerna där maskinen ej kommer åt. Till skillnad från gallringar tas inget gagnvirke ut vid röjningar. De röjda träden lämnas kvar och får gödsla skogsmarken. Detta gör röjningen till en skogsvårdande åtgärd som på kort sikt bara är en kostnad för skogsägaren. På lång sikt är dock röjning en viktig kvalitetsdanande åtgärd och redan till första gallringen är ett välröjt bestånd en förutsättning för att en gallringsskördare ska kunna komma åt att manövrera kranen inuti beståndet.
Oröjda bestånd förmår inte sällan att på lång sikt producera ungefär lika många, eller fler, skogskubikmeter per hektar som röjda avdelningar; problemet är att denna virkesvolym i oröjd skog fördelas på ett alltför stort antal alltför klena stammar. Eftersatta röjningar har blivit ett stort problem i svenskt skogsbruk efter att Skogsvårdslagen liberaliserades.